# 容樂其
容樂其（英語：Rocky Yung；1982年3月10日—），香港時事評論員、輔仁媒體總編輯。祖籍廣東東莞，在香港出生長大，早年就讀香港大學理學院，曾經擔任中學教師、社會民主連線梁國雄議員助理及副秘書長。

## 重要事蹟
2008年4月，於裘錦秋中學（葵涌）擔任教師的容樂其被一名不滿被他罰站的林姓中三男學生揮拳打傷右眼，導致眼部瘀傷及撕裂。涉案林姓學生最後被判入更生中心。
2010年8月發生馬尼拉人質事件後，容樂其在一個批評菲律賓警察救人不力的Facebook群組留言，稱香港人把菲律賓傭工當作奴隸、只給予低微工資，所以無權要求菲律賓特種武器和戰術部隊營救香港人質，引起不少網民批評他「冷血」、「幸災樂禍」。《文匯報》有文章也批評他邏輯混亂和冷血。。
2013年，由於先前開罪社會民主連線前主席陶君行，並因為葵青貨櫃碼頭工潮期間品評事主辛兒璁一事，容樂其自行退出社會民主連線。藉港大校友第十一屆全國政協委員張家敏協助，容樂其成為輔仁媒體總編輯。

## 政治立場
過往容樂其曾同與吳文遠、黃浩銘等人被視為社會民主連線內部新一代，並為社會民主連線副秘書長。但至2013年葵青貨櫃碼頭工潮期間，珠海學院新聞系一年級學生辛兒璁（辛辛）參加大專苦行帶斜孭袋，上圍身材被人評頭品足。容樂其在Facebook轉貼YouTube片段《愛美神飛彈》，引起網民群起批評。容更拒絕出席社會民主連線紀律委員會的聆訊，最後被紀律委員會免除行政委員職務。
後來，容樂其政治立場轉為傾向本土派。至2016年香港立法會新界東地方選區補選，容樂其公開表示會投票給屬本土民主前線的候選人梁天琦。在2016年香港立法會選舉中，容樂其在其社交媒體上支持青年新政各候選人，最終青年新政的梁頌恆及游蕙禎成功當選立法會議員。
2016年10月26日，在立法會主席梁君彥押後梁頌恆及游蕙禎議員的宣誓後，青年新政下午六時發起集會，當時仍然支持青年新政的容樂其缺席。
於2016年11月15日，香港高等法院正式裁定，梁頌恆及游蕙禎已在他們第一次宣誓後喪失其議員資格。得悉判決後，容樂其在其社交媒體上提到「打麻雀」及「打機」（玩遊戲機）的話題，及後揶揄二人是否須交還其立法會議員的工資。

## 外部連結
- 容樂其的Facebook專頁